# Brouwerij Belle-Vue (Brussel)
Brouwerij Belle-Vue is een Belgische brouwerij in Sint-Pieters-Leeuw. Het is een vestiging van InBev Belgium, de Belgische tak van AB InBev. De brouwerij is voornamelijk bekend om zijn lambiekbieren.

## Geschiedenis
Philémon Vanden Stock (1886-1945), een caféhouder afkomstig uit Itterbeek, besloot in 1913 zelf fond-geuze te maken. Hij vestigde zijn geuzestekerij in het centrum van Brussel, en kocht het lambiekwort bij lambiekbrouwers uit de stad. In 1927 kocht Philémon Vanden Stock het, nog steeds bestaande, café-brasserie "Belle-Vue" uit 1890 aan de Paul Jansonlaan te Anderlecht. De naam van dit café werd later ook de merknaam van de bieren van de familie Vanden Stock en vanaf 1949 ook de naam van het bedrijf.
In 1943 werd Vanden Stock brouwer, door de overname van brouwerij Frans Vos-Kina in Sint-Jans-Molenbeek. In augustus 1944 werd hij echter door de Duitse bezetter gearresteerd en vervolgens gedeporteerd naar Neuengamme en vervolgens Sandbostel, waar hij in mei 1945 overleed.
De leiding van het bedrijf werd overgenomen door zijn zoon Constant Vanden Stock, later bekend als voorzitter van voetbalclub RSC Anderlecht, en schoonzoon Octave Collin. Onder hun leiding werd begonnen met de productie van gezoete lambiekbieren, gepasteuriseerd en gesatureerd, en gebotteld in kleine 25-cl flesjes met kroonkurk: de "capsulekensgeuze" die snel populair werd en de traditionele geuze verdrong.
Groei in het bedrijf kwam er ook door de overname van verschillende concurrenten in de streek. In 1952 werd de lambiekbrouwerij De Coster uit Groot-Bijgaarden overgenomen, in 1955 voormalig brouwerij van Frans Timmermans uit Zuun in Sint-Pieters-Leeuw. Terwijl Constant zich steeds meer met RSC Anderlecht bezighield (vanaf 1971 als voorzitter), was de dagelijkse leiding in handen van zijn zoon Roger en zijn neef Philippe Collin.
In 1969 nam Belle Vue de Brasseries Unies De Boeck-Goossens over, dat zelf al een fusie van 8 bedrijven was, waaronder de laatste lambiekbrouwerijen van Brussel-stad. In 1970 werd ook Brabrux overgenomen, dat eveneens een fusiebedrijf was van verschillende brouwerijen uit de streek: Van Haelen (Kalevoet), De Keersmaeker (Wolvertem), La Bécasse (Anderlecht). Ten slotte werd in 1975 ook Brouwerij De Neve uit Schepdaal overgenomen, waar nog traditionele fond-geuze werd gemaakt.
De familie Vanden Stock sloot in die jaren een overeenkomst met Artois dat de bieren ging verdelen, in ruil voor een minderheidsparticipatie. Uiteindelijk werd Belle-Vue in 1991 een onderdeel van Interbrew, nu Anheuser-Busch InBev.

## Vestigingen

### Site Molenbeek
Belle-Vue vestigde zich na 1968 aan de Henegouwenkaai in Sint-Jans-Molenbeek. De brouwerij hier bestond al voor 1842 en werd later brouwerij Louis & Emile De Coster, De Gulden Posthoren (1916), forst uitgebreid door architect R. Serrure tussen 1931 en 1935. Deze brouwerij was nog maar net overgenomen door Brasseries De Boeck-Goossens, toen dit op zijn beurt werd overgenomen door Belle-Vue. Na de overname door Interbrew stopte het brouwen er. Interbrew stelde de brouwerij open als een soort museum, maar brouwde er niet meer. In 1996 vielen de activiteiten er stil. Sinds mei 2013 wordt het gebouw, na verbouwingen, gebruikt als duurzaam hotel en uitgebaat door Meininger Hotels.

### Site Zuun
Op de locatie van de brouwerij Timmermans in Sint-Pieters-Leeuw, langs de N6 in de wijk Zuun, werd vanaf 1972 een nieuwe, hypermoderne, brouwerij gebouwd. Deze werd operationeel in 1975. Na de overname door Interbrew werd ook het rijpen en gisten steeds meer hier geconcentreerd.

## Bieren
De lambiekbieren van het merk Belle-Vue vertegenwoordigen 50% van het in Zuun gebrouwen bier. Andere hier gebrouwen bieren zijn de kleinere volume-bieren zoals Scotch CTS, Whitbread, Bass, ...